# Murzyńskość (historia medycyny)

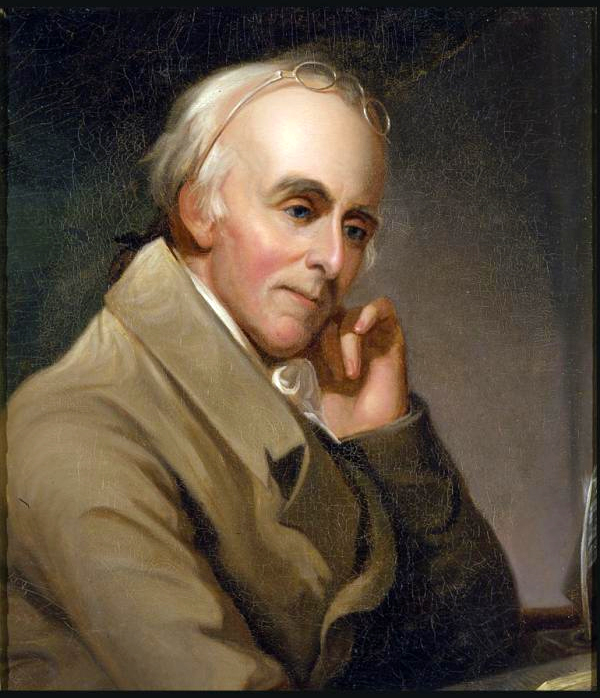
Twórcą hipotezy murzyńskości jako choroby był amerykański psychiatra i abolicjonista Benjamin Rush, tutaj na portrecie Charlesa Willsona Peale’a (1818)

Murzyńskość (ang. Negritude) – zaproponowana przez Benjamina Rusha, nieprzyjęta szerzej i obecnie uznawana za nieopartą na naukowych dowodach, jednostka chorobowa skutkująca ciemnym kolorem skóry . 

## Historia
Pogląd, zgodnie z którym ciemny kolor skóry jest wynikiem wystawienia na intensywne słońce wielu pokoleń, był dominujący od czasów Hipokratesa . W czasach nowożytnych dyskusja nad różnicami między ludźmi odżyła i stała się przedmiotem debat wśród badaczy różnych specjalności. W 1787 amerykański duchowny Samuel Stanhope Smith ogłosił tezę, że Europejczycy, jeśli będą przebywać przez wiele pokoleń w klimacie Ameryki Północnej, upodobnią się do rdzennych mieszkańców Ameryki. W odpowiedzi na ten pogląd Benjamin Rush, jeden z ojców założycieli Stanów Zjednoczonych, profesor Uniwersytetu Pensylwanii i pionier amerykańskiej psychiatrii, przedstawił inną hipotezę odmienności w ubarwieniu ludzkiej skóry. W 1792 wygłosił wykład w Amerykańskim Towarzystwie Filozoficznym, w którym wskazywał, że czarny kolor skóry jest patologią oraz stanowi objaw dziedzicznej choroby skóry podobnej do trądu . Rush omawiał różne cechy charakterystyczne czarnej odmiany człowieka, wskazywał na przypadki bielactwa nabytego i przebieg trądu. 
Rush był jednym z czołowych abolicjonistów, dążących nie tylko do zniesienia niewolnictwa, ale także do uznania wszystkich ludzi za równych. U podstaw jego poglądów leżało chrześcijańskie przekonanie, że ludzkość pochodzi od jednej pary – Adama i Ewy. Rush uważał, że jego koncepcja pozwala zachować wiarę w pochodzenie człowieka od pary prarodziców, co uznawał za wiarę przystępną i podzielaną przez wszystkich ludzi. Uznawał, że jego pomysł przyczynia się do wzmocnienia wiary w Boga, a także pozwala „usunąć materialne przeszkody będące na drodze do uznania tych dobrodziejstw, które ono wzbudza” .
Chociaż według ówczesnych standardów jego poglądy nie były uznawane za rasistowskie, współcześnie ocenia się je inaczej. Rush uznał wyższość ludzi rasy białej, niezakażonych murzyńskością. Czarny kolor skóry uznawał za chorobę, z której trzeba ludzi leczyć. Sprzeciwiał się też małżeństwom pomiędzy ludźmi o białej barwie skóry i o ciemnej barwie skóry. Obawiał się, że takie związki doprowadziłyby do zwiększenia liczby czarnoskórych osób w społeczeństwie, co w myśl swoich poglądów interpretował jako rozszerzanie się zakażenia . Z drugiej strony zaznaczał, że osoby czarnoskóre jako chore należy traktować z podwójną dozą człowieczeństwa, a wyższość białych i, jak to określił, tyranizowanie przez nich czarnych, uznawał za przejawy ignorancji i braku człowieczeństwa.
Poglądy Rusha nie znalazły wielu zwolenników . Obecnie koncepcję murzyńskości określa się jako absurdalną . Uznaje się ją za jedną z wczesnych naukowych prób pogodzenia obserwowalnej różnorodności ludzi z poglądami na fundamentalną jedność ludzkości .